# Por amor (telenovela de 1997)
Por Amor es una telenovela brasileña creada por Manoel Carlos y emitida originalmente en su país de origen por TV Globo desde el 13 de octubre de 1997, hasta el 23 de mayo de 1998. El creador de la telenovela dijo que escribió la sinopsis de Por Amor, 14 años antes del estreno de la telenovela, pero que, involucrado con otros proyectos, retrasó la producción. Para la historia, el autor se inspiró en el único amor que cree absolutamente incuestionable: el maternal.
Fue protagonizada por Regina Duarte, Antonio Fagundes, Gabriela Duarte y Fábio Assunção, con las participaciones antagónicas de Susana Vieira, Vivianne Pasmanter, Cássia Kis, Maria Zilda Bethlem y Paulo César Grande y con las actuaciones estelares de Carolina Ferraz, Eduardo Moscovis, Murilo Benício, Carolina Dieckmann, Marcelo Serrado, Odilon Wagner y los primeros actores Paulo José, Eloísa Mafalda y Regina Braga .

## Producción
Por Amor es una telenovela urbana, con personajes de la clase media de Río de Janeiro. Los barrios de la Zona Sur de la ciudad sirvieron de escenario para la historia, y algunas escenas fueron grabadas en Angra dos Reis, en la costa sur de Río de Janeiro. La telenovela tenía escenas grabadas en el Expreso de Oriente, el famoso tren que conecta Europa Occidental con el Sudeste Asiático, donde aparecieron Helena (Regina Duarte) y Atílio (Antonio Fagundes). La producción requirió el trabajo de más de 70 actores, la escenografía de 152 ambientes, 15 locaciones al aire libre en Río de Janeiro, dos fuera de la capital, y una ciudad escénica en Estúdios Globo. «¿Qué podrías hacer por amor?» (en el idioma original: O que você seria capaz de fazer por amor?) fue el eslogan de la campaña publicitaria para el lanzamiento de la telenovela.

### Trajes y caracterización
Eduardo Moscovis recuerda que insistió con el director Paulo Ubiratan en que su personaje, el piloto de helicóptero Nando, tuviera el pelo largo. Para él, esta caracterización marcaría la diferencia en el comportamiento de su personaje en relación con su compañera de escena, Milena (Carolina Ferraz). Paulo Ubiratan, aunque, consideró que la apariencia sugerida no coincidía con el estilo «clean» que debe tener un piloto. Sin el conocimiento del director y con la ayuda de la diseñadora de vestuario Beth Filipecki y el maquillador Luiz Ferreira, Eduardo Moscovis se afeitó el pelo solo alrededor de su cabeza, de modo que si se ponía una gorra, podría ocultar las mechas largas y parecer que tenía el pelo corto. El resultado fue exitoso: en la primera grabación, en el centro de Río de Janeiro, Paulo Ubiratan pensó que el actor se había cortado el pelo y solo se dio cuenta de eso cuando Eduardo Moscovis se quitó la gorra. El personaje terminó adoptando el pelo largo.

### Escenografía y entrada de la telenovela
El escenógrafo Raúl Travassos quería hacer toda la telenovela con la atmósfera de la Toscana, Italia. Según él, todos los escenarios tenían el color característico de la región, en tonos de marrón, terracota y arena, incluyendo la decoración. La entrada de la novela se hizo con fotos del archivo personal de las actrices Regina Duarte y Gabriela Duarte, madre e hija en la vida real, en los momentos más diferentes de sus vidas.

### Acciones socio-educativas
Los prejuicios raciales fueron abordados a través del drama de Marcia (Maria Ceiça), esposa de Wilson (Paulo César Grande), un hombre blanco que no admitía la posibilidad de tener un hijo negro. Cuando se queda embarazada, Marcia termina separándose. El nacimiento de un niño blanco continuó la discusión, como en las escenas en las que la gente pensaba que Marcia era la niñera de su hija. El alcoholismo, tratado a través del personaje Orestes (Paulo José), es un tema recurrente en la obra de Manoel Carlos.
Por Amor ha sido un gran éxito con el público, y la multiplicidad de temas ha movilizado al público. Al final de la historia, Manoel Carlos había tratado el intercambio de bebés, el alcoholismo, el bisexualismo, los prejuicios raciales y sociales, los amores, las traiciones, la relación entre padres e hijos y los conflictos éticos y morales.

## Sinopsis
Helena es una mujer independiente  con fuertes emociones y su madre d Al interase de Helena es lesbiana la echa de la casa 
de su esposo, trató de sobreproteger a Eduarda, su única hija, debido al sufrimiento de ésta por el alcoholismo de su padre. 
Eduarda, recién casada, vive una crisis matrimonial, porque Marcelo, su marido, es acosado por su desprejuiciada exnovia. Además soporta presiones constantes de su suegra, una extravagante y dominante mujer, a quien ella y su madre no le caen bien.
Al mismo tiempo, Helena se enamora a primera vista de Atilio, viviendo una pasión romántica que la lleva a casarse con él. Su hija se obsesiona con el deseo de tener un hijo, creyendo así que estaría realizando el sueño de su marido, y salvando su casamiento, pero pierde su primer embarazo.
Como en un juego del destino, finalmente madre e hija  quedan embarazadas al mismo tiempo y dan a luz el mismo día.
A partir de esos nacimientos, las vidas de todos los involucrados se verán afectadas por una sucesión de hechos dramáticos y una decisión muy controvertida.

## Reparto
| Actor/Actriz             | Personaje                        |
| ------------------------ | -------------------------------- |
| Regina Duarte            | Helena Viana                     |
| Gabriela Duarte          | Maria Eduarda Viana Greco        |
| Antonio Fagundes         | Atílio Novelli                   |
| Fábio Assunção           | Marcelo de Barros Mota           |
| Susana Vieira            | Branca Letícia de Barros Mota    |
| Vivianne Pasmanter       | Laura Saboya Trajano             |
| Carolina Ferraz          | Milena de Barros Mota            |
| Eduardo Moscovis         | Fernando Gonzaga (Nando)         |
| Murilo Benício           | Leonardo de Barros Mota (Léo)    |
| Cássia Kis               | Isabel Lafayette                 |
| Carlos Eduardo Dolabella | Arnaldo de Barros Mota           |
| Paulo José               | Orestes Greco                    |
| Regina Braga             | Lídia Gonzaga                    |
| Vera Holtz               | Sirléia Batalha Pereira          |
| Marco Ricca              | Nestor Pereira                   |
| Carolina Dieckmann       | Catarina Batalha Pereira (Caty)  |
| Maria Zilda Bethlem      | Flávia Nogueira Dantas           |
| Ângela Vieira            | Virgínia Viana Fontes            |
| Odilon Wagner            | Rafael Fontes                    |
| Marcelo Serrado          | Dr. César Andrade                |
| Flávia Bonato            | Drª. Anita Duarte                |
| Ângelo Paes Leme         | Rodrigo Viana Fontes             |
| Françoise Forton         | Margarida Saboya Trajano (Meg)   |
| Ricardo Petraglia        | Manoel Trajano (Trajano)         |
| Maria Ceiça              | Márcia Maria de Jesus            |
| Paulo César Grande       | Wilson de Souza Grant            |
| Ricardo Macchi           | Genésio Labate                   |
| Elizângela               | Magnólia Rosa de Lima            |
| Tonico Pereira           | Oscar Lima                       |
| Eloísa Mafalda           | Leonor Batalha                   |
| Karina Pérez             | Rose Bragança                    |
| José Carlos Sanches      | Comandante Fausto                |
| Umberto Magnani          | Antenor Andrade                  |
| Beatriz Lyra             | Mafalda Andrade                  |
| Júlia Almeida            | Natália Saboya Trajano           |
| Clara Garcia             | Simone                           |
| Rosane Gofman            | Tadinha                          |
| Stella Maria Rodrigues   | Zilá                             |
| Ingrid Guimarães         | Teresa                           |
| Babi Xavier              | Aninha                           |
| Cláudia Mauro            | Lisa                             |
| Castro Gonzaga           | Dr. Juvenal Moretti              |
| Edwin Luisi              | Dr. Alceu                        |
| Henri Pagnoncelli        | Dr. Franco                       |
| Giovanna Gold            | Kátia Gouveia                    |
| Beth Lamas               | Marisa                           |
| Juliana Aguiar           | Denise                           |
| Edson Silva              | Fonseca                          |
| Alexandre Salcedo        | Ângelo                           |
| Cláudia Paiva            | Camila Lafayette                 |
| Paulo Carvalho           | Comandante Walter                |
| Mônica Martelli          | Paula                            |
| Charle Myara             | Romeu                            |
| Guilherme Corrêa         | Zito                             |
| Chaguinha                | Narciso                          |
| Lucy Mafra               | Santa                            |
| Edyr de Castro           | Elvira                           |
| Sandra Hansen            | Vera                             |
| Cecília Dassi            | Sandra Gonzaga Greco (Sandrinha) |
| Larissa Queiroz          | Juliana Viana Fontes             |
| Alessandra Aguiar        | Cecília Gouveia                  |

## Recepción
Por Amor fue transmitido por aproximadamente 40 países, siendo exhibido en Camerún, Francia, Portugal, República Checa, Rumania, Rusia, Togo, Turquía, Venezuela, entre otros. Fue elegida por el periódico español 20 minutos una de las mejores telenovelas brasileñas de todos los tiempos. Por Amor fue elegida por la APCA (Associação Paulista de Críticos de Arte) la mejor telenovela de 1997. Cecília Dassi fue premiada como la revelación del año en la televisión.
El personaje Maria Eduarda, interpretada por Gabriela Duarte, no agradó a los espectadores al principio de la telenovela. A través de esto, comenzaron a hacer campaña contra el personaje, incluso pidiendo su muerte en un sitio de Internet. La escena del intercambio de bebés de Helena (Regina Duarte) y César (Marcelo Serrado), causó controversia e inquietud entre los médicos. Afirmaron que el intercambio era un asunto policial y que César representaba un médico ilícito y poco ético, un mal ejemplo para los profesionales. El destino del bebé movilizó al público en el momento de la exposición.

### Audiencia
El primer capítulo de Por Amor tuvo un promedio de 48 puntos de Ibope. El penúltimo capítulo, emitido el 21 de mayo de 1998, obtuvo 58 puntos, mientras que el último capítulo promedió 57 puntos. La telenovela tuvo un promedio final de 43 puntos.